# 外泌體
外泌體是由细胞内多泡体（multivesicular body）与质膜融合后，或直接通过细胞膜释放到细胞外基质中的膜性小囊泡，在细胞的信号传递中起重要作用。
外泌體的大小約50到90nm，可由多種不同的哺乳動物細胞分泌形成。最早發現的部位是未成熟的哺乳類紅血球，觀察顯示具有選擇性地將一些細胞膜蛋白移出的機能。
在醫美領域具有龐大商機，目前有多家生技公司研發推出相關保養品
。